# Wielka kolonizacja
Wielka kolonizacja – termin utworzony przez historyków dla odróżnienia ruchu osadniczego, w którym brały udział polis greckie w okresie archaicznym, od podobnych zjawisk występujących w świecie greckim przed oraz po „wielkiej kolonizacji”. 
W odróżnieniu od poprzednich ruchów migracyjnych, w których brały udział całe plemiona, podczas „wielkiej kolonizacji” ruch kolonizacyjny organizowany był przez niewielkie greckie miasta-państwa (gr. polis). Kolonizacja obejmowała wybrzeża Morza Śródziemnego i Morza Czarnego od VIII do VI w. p.n.e. Terminem „kolonia” historycy oznaczają osadę grecką założoną poza Grecją kontynentalną w VIII wieku.

## Przyczyny kolonizacji

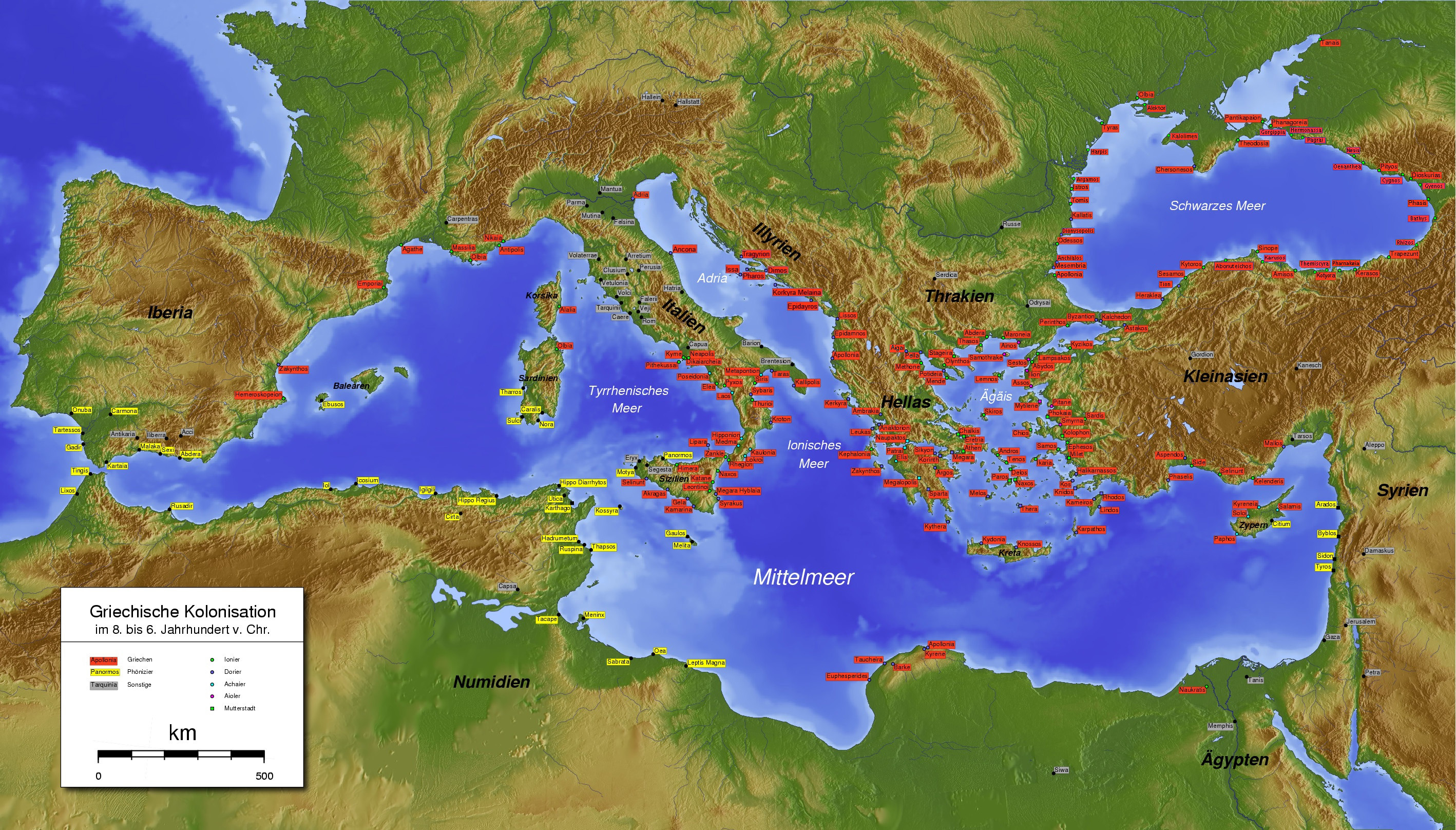
Kolonizacja w basenie Morza Śródziemnego i Czarnego: kolorem czerwonym oznaczono kolonie greckie, kolorem żółtym – fenickie

Istniało wiele powodów, które skłaniały polis do podjęcia akcji kolonizacyjnej. Klęska głodu spowodowana suszą lub nieurodzajem mogła skłonić część ludności do opuszczenia miasta z własnej woli lub też pod przymusem. Z powodu suszy mieszkańcy Thery zmuszeni zostali do podjęcia akcji kolonizacyjnej – z każdej rodziny wylosowano jednego mężczyznę, który pod groźbą kary śmierci musiał udać się do nowej kolonii, a cała społeczność zobowiązała się przekląć każdego, kto nie podporządkuje się decyzji wspólnoty. Powrót osadników był możliwy dopiero w przypadku całkowitego niepowodzenia kolonizacji i dopiero po upływie pięciu lat. Również niepokoje wewnętrzne – częste w greckich polis – były powodem podejmowania akcji kolonizacyjnej. Walka pomiędzy stronnictwami politycznymi mogła zakończyć się wysłaniem kolonistów. W takim przypadku byli nimi najczęściej członkowie przegranego stronnictwa, których zmuszono do opuszczenia domu, lub też ludzie, których w wyniku postanowienia całej wspólnoty obywatelskiej wyznaczono do jej opuszczenia, a polis jako całość ponosiła koszty zorganizowania wyprawy. Na zasadzie takiego kompromisu założony został Tarent – kolonia Sparty na południu Italii – który założyła grupa Spartan usuniętych ze społeczności. Niewystarczająca ilość ziemi uprawnej była kolejnym powodem zakładania kolonii. Na nowych ziemiach Grecy znajdowali żyźniejsze ziemie, ze zbliżonym do greckiego klimatem, mogli więc budować nowe miasta dokładnie w ten sam sposób, jak w swojej ojczyźnie. Brak ziemi łączył się z czynnikami demograficznymi, które także miały wpływ na intensywność greckiej kolonizacji. W wielu opracowaniach tematu „wielkiej kolonizacji” wskazuje się na presję demograficzną jako na jeden z głównych jej powodów. Wykopaliska na cmentarzach ateńskich wskazują, że w ciągu VIII w. nastąpił ośmiokrotny, w stosunku do wieku IX, wzrost liczby pochówków, który archeolodzy łączą z przyrostem liczby ludności w tym okresie. Nie jest jednak pewne, czy takie samo zjawisko występowało w całej Grecji, ponieważ nie są znane wszystkie miejsca pochówków, a szacunki liczby grobów z „wieków ciemnych” mogą być nieprawdziwe. Pomimo tych zastrzeżeń naukowcy nie negują znacznego wzrostu liczby ludności Grecji, a jedynie jego rozmiary. Wzrost populacji Grecji mógł być również skutkiem samej kolonizacji (żywność sprowadzana z kolonii mogła zapewnić wyżywienie znacznie większej liczbie ludności).
Wśród innych przyczyn kolonizacji leżała także potrzeba wzbogacenia się, osiągnięcia awansu społecznego oraz rozwój handlu dalekosiężnego.
W odróżnieniu od nowożytnych kolonii, kolonie greckie nie były zakładane dla zdobycia nowych rynków zbytu dla wytwórczości rodzimej, a głównie w celu zdobycia potrzebnych surowców i produktów lokalnych. Z handlem wiązało się także piractwo. Wyprawy fokajskich okrętów po Adriatyku i na zachodzie Morza Śródziemnego wiązały się w równym stopniu z wyprawami odkrywczymi, jak i z piractwem. Przy niektórych inicjatywach kolonizacyjnych kilka wymienionych wyżej czynników oddziaływało równocześnie, istniały również czynniki charakterystyczne jedynie dla jednej akcji kolonizacyjnej lub też charakterystyczne tylko dla jednej metropolii.

### Rozwój okrętów greckich

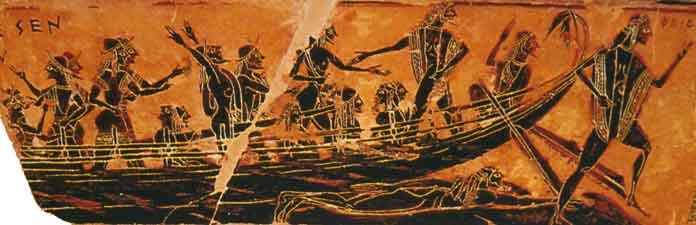
Grecka monera (scena z ceramiki czarnofigurowej VI wieku p.n.e.)

Powodzenie akcji kolonizacyjnej zależało w dużej mierze od umiejętności żeglarskich załogi statku, na którym płynęli koloniści, a także od jego wytrzymałości. Statek handlowy w tym czasie był żaglowcem z szerokim pokładnikiem, o głębokim zanurzeniu, z zaokrąglonym kadłubem, z wysokim dziobem i rufą, mały, powolny i zdający świetnie egzamin na morzu. Chociaż w budowie statków handlowych nie zaszły znaczące zmiany od IX w. p.n.e., technika budowy okrętów wojennych uległa znacznym ulepszeniom. Okręt posiadał długi prostokątny kadłub, którego pokładnik stępki został wydłużony w wąski taran. Bocznych pokładów żołnierze używali jako miejsca do walki. Taki okręt określany jako monera, prócz żagla napędzały wiosła, poruszane przez rząd wioślarzy siedzących na pojedynczych ławkach. Pod koniec VIII w. pojawiła się nowa jej odmiana. Był to długi, niski okręt ze stożkowym taranem, z 21 otworami na wiosła w każdej z burt, pozbawiony pokładów. Obydwie odmiany tych wojennych galer były szeroko rozpowszechnione w wieku VII. Wiek VI to czas dominacji odmiany okrętu pozbawionego pokładu, a w szczególności dwóch jego typów: triakontery z 30 wiosłami oraz dziewięćdziesięciostopowej pentekontery z 50 wiosłami. Dzięki zwrotności i szybkości oba typy okrętów stanowiły świetne narzędzie do taranowania wrogich jednostek. Pierwsze okręty, które były wzorcami dla budowy triakontery i pantekontery, zbudował koryncki budowniczy statków Amejnokles. Nowe okręty zapewniły Koryntowi supremację na wodach pomiędzy Grecją a Sycylią, nie panował jednak na pełnym morzu. Nowe okręty nie nadawały się do żeglugi na pełnym morzu i przy złej pogodzie wolały schronić się do portu. Niemniej jednak triakontera i pentekontera zapewniały Grekom przewagę nad Fenicjanami, dysponującymi gorszymi okrętami.

## Założenie kolonii

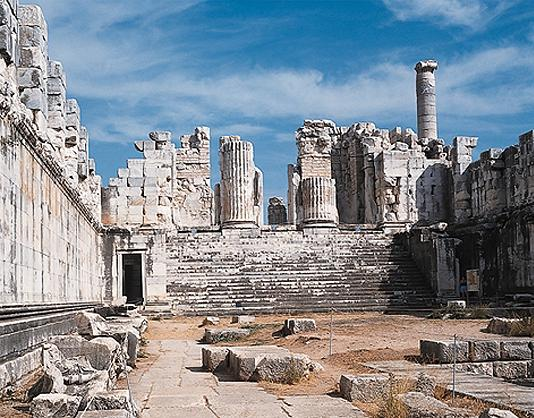
Didyma – dziedziniec świątyni z wyrocznią Apollina

Greckim słowem określającym kolonie jest słowo apoikia (co dosłownie znaczy: „osada założona daleko od własnego miejsca zamieszkania”). Państwo które zakładało kolonię nosiło nazwę metropolis (polis-matka). Decyzję o założeniu kolonii podejmowała najczęściej wspólnota obywatelska metropolii. Wyznaczano założyciela (gr. oikistes) nowej osady, pochodzącego najczęściej z najznakomitszego rodu arystokratycznego polis. Zabierał on z ogniska swego miasta święty ogień, który miał zainaugurować założenie nowej polis. Wraz ze świętym ogniem zabierano wszystkie formy życia społecznego i religijnego, kulty, ustrój, kalendarz, dialekt, alfabet itd. Nowe państwo stawało się kopią starego. Oikistes obdarzany był na czas zakładania kolonii rozległymi, niemalże królewskimi uprawnieniami, jednak przypadki ustanawiania monarchii w koloniach były bardzo rzadkie, co wskazuje na duże przywiązanie Greków do instytucji polis. Czasami decydowano o tym, kto ma wziąć udział w wyprawie. Nie tylko obywatele polis organizującej wyprawę brali w niej udział. Czasami zapraszano także obywateli innych miast lub tworzono kolonie przy współpracy z innym państwem. Również sama kolonia mogła zapraszać obywateli innych państw do zamieszkania w jej granicach. Założenie nowej polis miało także wymiar religijny. Miasto założycielskie zwracało się z pytaniem o aprobatę swoich działań do bogów. Jonowie z wybrzeża Azji Mniejszej zwracali się o radę do wyroczni Apollina w Didymie, mieszkańcy Grecji kontynentalnej do wyroczni Apollina w Delfach lub Zeusa w Dodonie. Bóstwo traktowano jako boskiego założyciela kolonii, a oikistesa – jako ludzkiego. Związki ze świątynią utrzymywano poprzez mianowanie w koloniach świętych wysłanników (gr. theoroi). Najczęściej pytano bóstwo o aprobatę już podjętej decyzji co do celu i czasu wyprawy. Czasami kapłani delficcy sami wskazywali czas i miejsce na założenie nowej kolonii. Zachowały się w autentycznej formie niektóre instrukcje dotyczące zakładania kolonii, przekazane przez wyrocznię delficką:
- O Telesiklesie, oznajmij mieszkańcom Paros, że polecam ci założyć okazałe miasto na wyspie Eeria – odpowiedź udzielona oikistesowi kolonii Paros na wyspie Tazos.
- Entimosie i przebiegły synu sławnego Kratona, obaj udajcie się na Sycylię i zamieszkajcie ten piękny kraj, gdzie zbudujecie obok ujścia świętej rzeki Geli wspólne miasto Kreteńczyków i Rodyjczyków o tej samej nazwie co rzeka – odpowiedź dla oikistai Geli, wspólnej kolonii Krety i Rodos.

Opuszczając swoją rodzinną polis ludzie pozostawiali groby przodków i opiekuńcze bóstwa, jednak dzięki błogosławieństwu bogów przełamywali wynikające z ich pozostawienia opory. Wyprawa była zwykle niewielka, uczestniczyło w niej kilka statków zabierających w sumie dwustu-trzystu ludzi, czasami więcej (prawdopodobnie wyłącznie mężczyzn). Po bezpiecznym założeniu kolonii do pierwszej grupy dołączały następne. Z uwagi na to, że kolonia miała być od samego początku samowystarczalna, przyjmowano do grona osadników przedstawicieli różnych klas i zawodów. Jeżeli wyprawiano się w nieznane do tej pory strony, właściwą kolonizację poprzedzała niewielka ekspedycja, mająca na celu zdobycie orientacji i wybór odpowiedniego miejsca pod nową polis. Jeśli spodziewano się oporu miejscowej ludności, pierwszą grupę osadników stanowili wojownicy. Szukano miejsca posiadającego żyzną ziemię, dobrze nawodnionego, ze strumieniem lub obfitym źródłem dla zaopatrzenia osady w wodę pitną. Elementem zachęcającym do założenia kolonii było posiadanie przystani lub najlepiej dwóch, które mogły służyć przy wiatrach wiejących z różnych stron. Ważnym elementem był również obronny charakter miejsca pod przyszłe miasto. Najchętniej osiedlano się na małych wyspach w pobliżu stałego lądu, te pierwotne osady służyły jako zaplecze do właściwej kolonizacji pobliskiego wybrzeża. Wraz z założeniem kolonii wyznaczano działki ziemi (gr. kleros) dla jej pierwszych mieszkańców, które miały służyć im do uprawy roli (teren wiejski – gr. chora). Podział ziemi był względnie równy. Przybywający później osadnicy dostawali działki mniejsze i gorszej jakości. Ziemię będącą podstawą samowystarczalności osady uprawiano głównie własnoręcznie, jednak w wyniku naturalnych procesów zachodzących w polis część ziemi uprawiana była przez zależnych chłopów. W przypadku kilku kolonii uprawą ziemi zajmowali się zależni chłopi będący potomkami dawnych mieszkańców, a także sprowadzeni z metropolii przez bogatych obywateli (podczas kolonizacji) periojkowie.

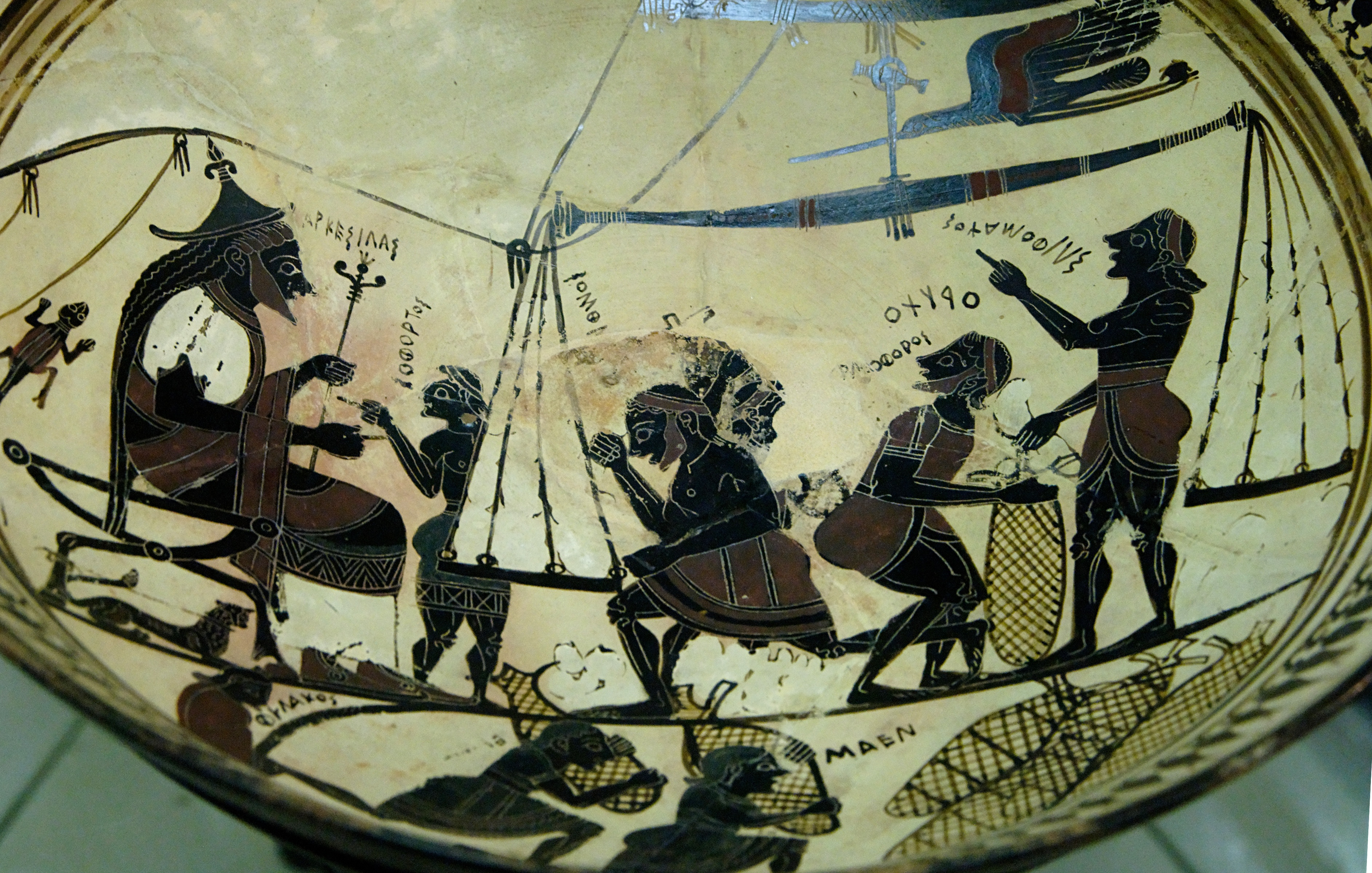
Scena z emporium: przygotowanie towaru do transportu (z tzw. czary Arkesilasa z Cyreny, poł. VI w. p.n.e.)

### Faktorie handlowe
Historycy wyróżniają dwa typy osad zakładanych przez Greków. Pierwszy z nich został szeroko omówiony powyżej, drugim jest placówka (faktoria) handlowa. Jej grecki termin emporion dosłownie znaczy „port handlowy”. Była to zazwyczaj niewielka osada, służącą jako przystań oraz miejsce wymiany towarów dla żeglarzy i kupców. W odróżnieniu od kolonii nadzorowana była za pośrednictwem urzędników przysyłanych przez zakładającą ją polis, a jej mieszkańcy zachowywali pierwotne obywatelstwo. Często zakładano takie osady na terenie kontrolowanym przez rozwinięte organizmy polityczne, gdzie niemożliwa była akcja kolonizacyjna. Niektóre faktorie handlowe przekształciły się z czasem w miasta – przykładem może być Emporion, kolonia Massalii, założony obok miasta iberyjskiego jako faktoria handlowa, który rozrósł się tak bardzo, że przekształcił się w polis. Terminem emporion określano również port miasta leżącego w głębi lądu – np. Pireus, port Aten, a nazwę tę odnoszono także do niektórych miejsc targowych (targowisk) położonych w głębi lądu.

## Stosunki kolonii z metropolią
Stosunki pomiędzy kolonią a jej metropolią układały się zazwyczaj dobrze lub poprawnie. Wojny pomiędzy nimi były rzadkie i zawsze uchodziły za coś skandalicznego. Kolonia dzieliła ze swoją metropolią wspólny kult, jeśli kolonia zakładała inną kolonię, tradycja nakazywała, by zwróciła się do swej metropolii o przysłanie oikistesa. Obie poleis łączyły więzi gospodarcze, nie obowiązywała jednak zasada, że kolonia może handlować jedynie ze swoją metropolią. Pomimo tego, że nowa osada była tworzona na wzór macierzystej polis, z którego przenoszono wiele elementów ustroju, tradycji, religii itd., to jednak system miar i wag używanych w kolonii odpowiadał najczęściej temu, który był używany w jej sąsiedztwie. Każda polis zachowywało tradycyjną dla niego zwierzchność nad swoimi koloniami. Korynt na przykład wymagał od swoich kolonii zapraszania jego obywateli do przewodzenia w świętach obchodzonych przez nie. Do metropolii zwracały się także często dwie założone przez nią kolonie w celu rozsądzenia sporu pomiędzy nimi. Kiedy tylko kolonia usamodzielniła się, zrywała łączność ze swoją metropolią, czemu dawała wyraz przez czczenie własnego oikistesa zamiast swojej metropolii.

## Stosunki z ludnością miejscową
Na wszystkich ziemiach – poza częścią wschodnią Morza Śródziemnego – Grecy spotykali ludy stojące na niższym stopniu rozwoju społecznego i technicznego od nich samych. Większość kolonii oddziaływała silnie na swe zaplecze. Greckie produkty były dla miejscowej arystokracji towarem cennym i luksusowym. Jeżeli na kolonizowanym terenie nie brakowało ziemi uprawnej, to najczęściej nie dochodziło do konfliktów z miejscową ludnością. Nowo założona polis była zbyt słaba, by prowadzić wojny z miejscowymi mieszkańcami, unikała więc ich przynajmniej w początkowym okresie swego istnienia. Część poleis prowadziła ekspansję w głąb lądu, czyniąc również z ludności miejscowej warstwę zależną. Zdarzały się także przypadki łupienia kolonii greckich przez miejscową ludność, dla której były bogatym źródłem łupów.

## Greckie kolonie na zachodzie Morza Śródziemnego

### Italia i Sycylia

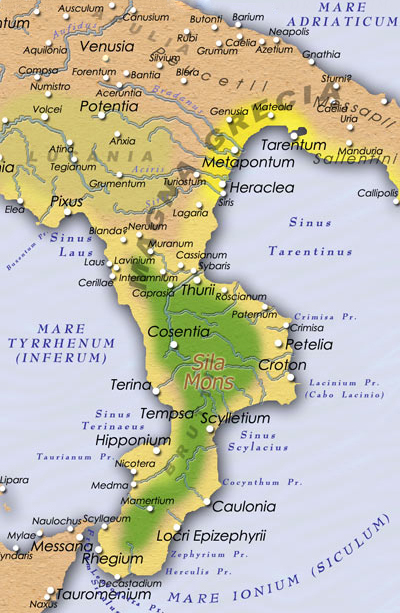
Wielka Grecja ok. 280 r. p.n.e.

Droga morska wiodąca na zachód była domeną Koryntu. Cała sieć kolonii tego miasta rozsianych w strategicznych dla żeglugi miejscach zapewniała mu panowanie nad drogą łączącą Grecję z Sycylią i Italią, a także miastami nad Morzem Adriatyckim. Z powodu utrudnionej żeglugi przez Cieśninę Otranto, gdzie silne północne wiatry spychały statki na południe, istniało niewiele greckich osad nad Adriatykiem. Ze względu na zainteresowanie Greków kopalniami srebra w południowej Ilirii, założone zostały tam dwie kolonie: Apollonia i Epidamnos. Kolejne greckie kolonie leżały dopiero w pobliżu ujścia Padu, były to Adria i Spina. Tereny południowej Italii i Sycylii były znane Grekom już od okresu Ciemnych Wieków. Najstarszą osadą założoną przez Greków u wybrzeży Italii, była Pithekussai, wspólna kolonia Chalkis i Eretrii, leżąca na wysepce w Zatoce Neapolitańskiej w niedużej odległości od lądu stałego, założona jeszcze przed rokiem 770. W roku 757 jej mieszkańcy wraz z nowymi osadnikami przybyłymi z Azji Mniejszej przenieśli się na ląd stały, zakładając Kyme. Kyme była najstarszą kolonią grecką na zachodzie Morza Śródziemnego, starszą o 50 lat od pierwszej kolonii założonej na Sycylii. Odnalezione przedmioty sprowadzane z Grecji oraz Egiptu wskazują, że jej mieszkańcy byli ludźmi zamożnymi. Osada posiadała żyzne ziemie, piaszczystą plażę, która ułatwiała wciąganie okrętów, a także dogodne miejsce obronne. Główne zyski czerpała z handlu oraz z haraczy, jakie jej mieszkańcy ściągali z powracających z północy statków. Wyjaśnia to jej odległe położenie względem innych istniejących w tym czasie kolonii greckich. Przez Pithekussai prowadził szlak handlowy do Etrurii, skąd Grecy pozyskiwali rudę żelaza. W Etrurii kończyła się także jedna z odnóg szlaku bursztynowego. Na jej terytorium powstawały liczne emporia, które oprócz handlu z Etruskami pośredniczyły również w handlu z Lacjum, Kampanią, a nawet z Galami. Nastąpił znaczny rozwój wymiany handlowej między Grekami a Etruskami, który miał swoje apogeum w VI w. Wskazują na to liczne znajdowane przedmioty: broń, duże naczynia brązowe, kosztowności, malowana ceramika, kupowane lub darowane dla uzyskania prestiżu. Niektóre przedmioty posiadają napisy dedykujące je konkretnym osobom, co wskazuje na bliskie kontakty pomiędzy Etruskami a rzemieślnikami greckimi, którzy przybywali do Italii. Kyme stała się z czasem silną polis, prowadzącą własne akcje kolonizacyjne. Jej stosunki z Etruskami nie zawsze układały się jednak pokojowo. Pod koniec VI w. toczyła z nimi wojny. W 474 udało im się przy pomocy Syrakuz pokonać etruską flotę, dzięki czemu spod panowania etruskiego uwolniły się Kampania i Lacjum. W latach 730–720 osadnicy z Chalkis wraz z mieszkańcami Zankle założyli Rhegion, będący najważniejszą kolonią na „czubku palców” Italii. Jego elitę społeczną stanowili Meseńczycy, przybyli wraz z kolonistami z Chalkis jako uciekinierzy z wojny meseńskiej. Najważniejszym i najlepszym portem w południowej Italii mógł pochwalić się Tarent. Ostatnim etapem dla statków udających się na Sycylię były Lokry Epizefyryjskie, będące wspólną kolonią Lokrów i Syrakuz. Kolonie położone w południowej Italii już w starożytności zyskały sobie miano Wielkiej Grecji. Dzięki żyznym ziemiom rozwijały się i bogaciły. Dla mieszkańców Grecji właściwej ziemie te wydawały się krajem mlekiem i miodem płynącym, a ich mieszkańcy ludźmi żyjącymi aż nadto wygodnie. Od VI w. pokojowo nastawione ludy sąsiadujące z koloniami greckimi zostały wyparte przez wojownicze ludy sabelskie, które napierały na owe kolonie.
Sycylia była zamieszkana przez plemiona Sykelów, Sykanów i Elimów. Plemiona te nie były w stanie powstrzymać kolonizacji greckiej. Pierwszą kolonią na Sycylii było założone w 734 Naksos. Założycielem miasta było Chalkis, a część ludności stanowili również mieszkańcy wysp (głównie z Naksos). Miasto nigdy zbytnio się nie rozrosło, sprawowało jednak ważną funkcje sakralną. Wszyscy Grecy sycylijscy opuszczający wyspę w celach sakralnych składali tu ofiarę Apollonowi Archegetesowi. Ojkistes miasta Naksos założył Leontinoj i Katanę, które zawładnęły najbardziej żyznymi terenami na wyspie. Nad Cieśniną Mesyńską w osadzie o nazwie Zankle mieszkali piraci pochodzący z Kyme. W roku 730 osada została oficjalnie uznana za wspólną kolonię Kyme i Chalkis. Wraz z Chalkis Zankle założyła po drugiej stronie cieśniny Rhegion, dzięki czemu obie kolonie mogły kontrolować żeglugę przez Cieśninę Mesyńską. Na zachodniej części wyspy znajdowały się osady handlowe należące do Fenicjan. W 649 roku Zankle z uwagi na dobrą glebę założyła kolonię o nazwie Himera i nawiązała kontakty handlowe z faktoriami fenickimi. Osady fenickie na wyspie nie podejmowały prób podporządkowania sobie większych jej terenów i nie przejawiały wrogości wobec Greków. Zmieniło się to dopiero wtedy, gdy ich mieszkańcy zostali wciągnięci do walk z Grekami przez miejscową ludność z plemienia Elimów, którzy zostali wyparci ze swoich ziem przez kolonistów greckich. Na północnej oraz północno-wschodniej części wyspy dominowały osady jońskie. Dorowie natomiast zasiedlili Sycylię południowo-wschodnią. W roku 733 Korynt założył Syrakuzy, będące od początku wielką kolonią. Zajmowały one przybrzeżną wysepkę Ortygię oraz pobliski ląd. Założone zostały w wyniku wielkiej ekspedycji Koryntu, do której przyłączyli się także inni Dorowie. Ta sama ekspedycja założyła po drodze Korkyrę. Mieszkańcy Syrakuz przodowali wśród kolonii sycylijskich w ekspansji w głąb lądu. Na zdobytych terenach zakładali własne kolonie. W podobny sposób postępował Gela. Poleis Wielkiej Grecji dysponowały znacznymi zasobami żywności, której nadwyżki wysyłane były do Grecji. Wielka Grecja – w odróżnieniu od kolonii nad Morzem Czarnym – nigdy nie zniżyła się do statusu terenów peryferyjnych, odgrywając istotną rolę w dziejach kultury greckiej.

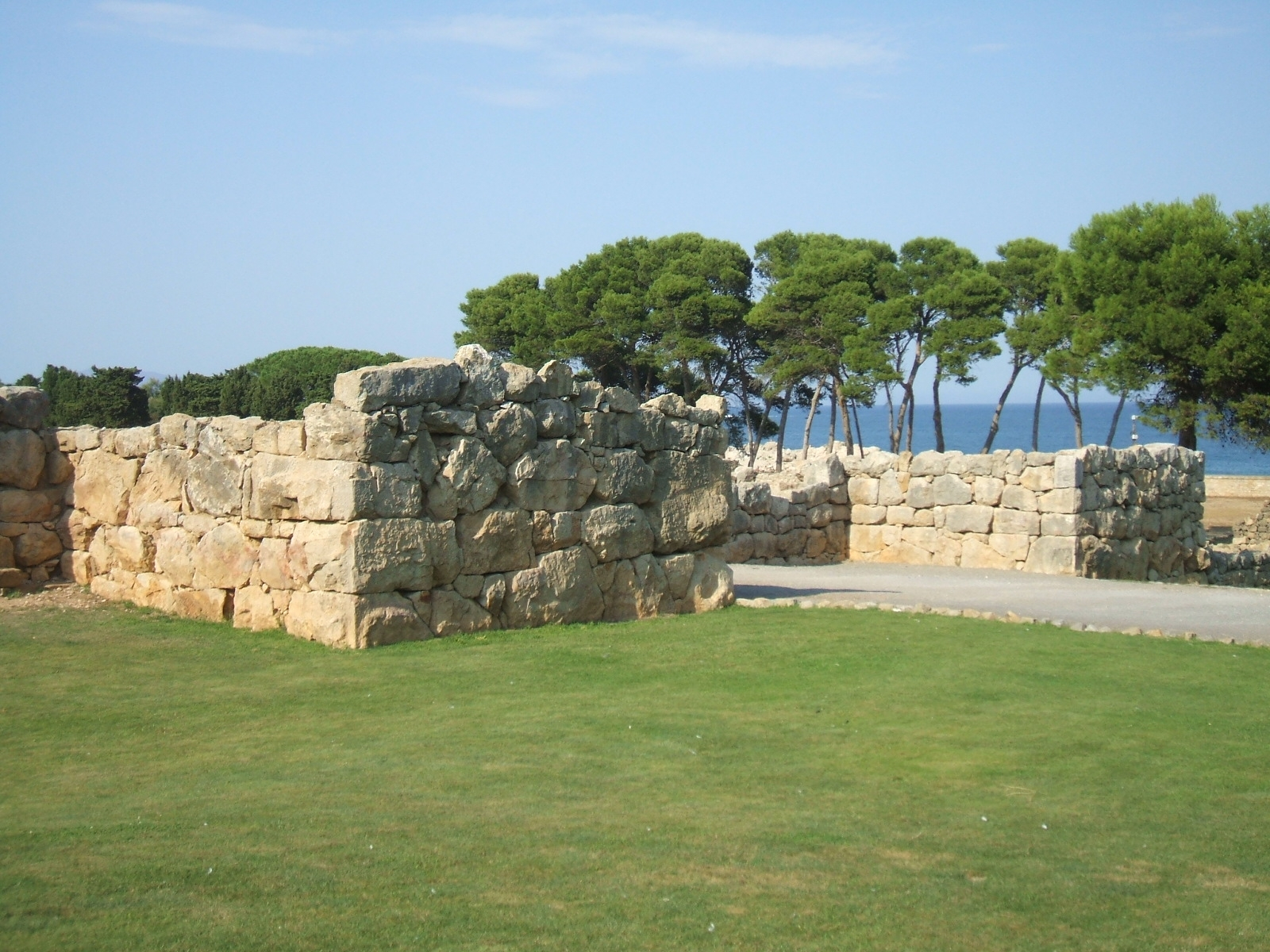
Brama greckiej kolonii Neapolis (pierwotne Emporion, dzis. hiszpańskie Ampurias w Katalonii)

### Osady na Dalekim Zachodzie
Odkrycie przez Greków „Dalekiego Zachodu” było przypadkowe. W roku 638 Kolajos z Samos przybił swoim statkiem handlowym do wyspy Platei przy wybrzeżu libijskim, gdy burza zapędziła jego statek aż poza Cieśninę Gibraltarską. Wylądował w Tartessos na atlantyckim wybrzeżu Hiszpanii, skąd powrócił z bajecznie bogatym ładunkiem, który rozbudził wyobraźnię innych o bogactwach krain Zachodu. Wzdłuż południowych wybrzeży dzisiejszej Francji intensywny handel prowadzili Fokajczycy. Około 600 roku założyli oni Massalię. Kolonia ta szybko zyskała na znaczeniu dzięki swemu portowi, a także produkcji wina i oliwek. Sama również założyła wiele kolonii wzdłuż wybrzeży dzisiejszej Francji i Hiszpanii (m.in. Agathe i Emporion. Około 565 roku Fokajczycy założyli na Korsyce Alalię i zaczęli uprawiać piractwo na znaczną skalę. Nękani przez nich Etruskowie sprzymierzyli się z Kartagińczykami i wypowiedzieli im wojnę. Zasileni nowymi przybyszami ze zniszczonej Fokai Fokajczycy pokonali pod Alalią floty Kartaginy i Etrurii, jednak ponieśli przy tym tak wielkie straty, że musieli opuścić Alalię i przenieść się do Elei w południowej Italii. Po utracie Alalii zmniejszył się zasięg handlu greckiego na zachodzie, Kartagińczycy zamknęli bowiem Gibraltar i zniszczyli Tartessos.

## Osady na wschodzie Morza Śródziemnego

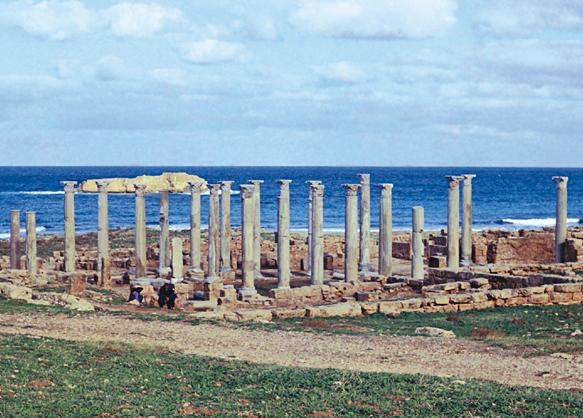
Cyrenajka – ruiny greckiego miasta

Z uwagi na obecność rozwiniętych organizmów politycznych na wschodnich wybrzeżach Morza Śródziemnego, grecka kolonizacja tych terenów była bardzo utrudniona. Oprócz istnienia na południu państwa egipskiego kolonizację wybrzeża utrudniała obecność miast fenickich w Syrii oraz gęste zaludnienie pasa wybrzeża. Z tych powodów główną formą greckiej obecności był emporion, gdzie za zgodą i pod opieką lokalnego władcy mogli wymieniać swoje towary, a czasami uzyskiwali również przywileje fiskalne. Dla Greków obszary te były bardzo atrakcyjne z uwagi na wielkie zyski jakie osiągali z handlu ze wschodnimi krajami. Szczególnie grecka arystokracja ceniła luksusowe towary sprowadzane ze wschodu. W Syrii Grecy nabywali przedmioty metalowe – główne z brązu – lub metal w sztabach, a także wyroby z kości słoniowej i tkaniny barwionej purpurą. W zamian wymieniali je na zboże, wino, oliwę i niewolników. Najstarszą znaną osadą grecką na wschodzie jest Al-Mina, której pierwsze ślady istnienia pochodzą z IX w. p.n.e. Położona była na terenie, przez który prowadziły szlaki handlowe z Mezopotamii i północno-wschodniej Azji Mniejszej. Z powodu nieznalezienia żadnych pozostałości stałego pobytu Greków na obszarze Al-Miny (osiedli ani budownictwa), nie jest pewne, czy osada została przez nich założona. W VII i VI w. osadę zamieszkiwali na pewno Fenicjanie i Cypryjczycy. Grecy zamieszkujący Al-Minę pochodzili głównie z Eubei i Cyklad. Na wybrzeżu syryjskim mogły istnieć również inne greckie faktorie handlowe. Znana jest m.in. osada o nazwie Tel Sukas oraz opisywane przez Herodota Posidejon, którego nie udało się zlokalizować naukowcom. W ciągu VII w. zaczęli przybywać do wschodnich krain w charakterze najemników greccy hoplici. Pierwszą grecką kolonię w Egipcie założył Milet w Milesion Tejchos w Delcie, podczas wojny domowej w Egipcie, u schyłku VII w. Najemnicy greccy byli podporą władzy faraonów, a od czasów Psametycha I większość z nich stacjonowała w Memfis w dzielnicy Hellenion. Około roku 610 z inicjatywy kupców greckich z Azji Mniejszej, sąsiadujących z nią wysp oraz z Eginy, powstała osada handlowa o nazwie Naukratis. Za rządów faraona Amasisa kupcy ci otrzymali prawo wzniesienia świątyń dla swoich bogów. Amasis wydał dekret, na mocy którego cały handel z Grekami mógł odbywać się jedynie w Naukratis. Osada zarządzana była przez urzędników przysyłanych przez miasta założycielskie. W Naukratis nie było wolno osiedlać się Grekom, gdyż teren na którym się znajdowało należał w dalszym ciągu do faraona. Powstała więc obok druga osada, gdzie Grecy mogli się osiedlać. W Egipcie Grecy handlowali, podobnie jak w Syrii, winem, oliwą, malowaną ceramiką, a także cenionym w Egipcie srebrem. Wyjątkiem w kolonizacji wschodnich wybrzeży Morza Śródziemnego było wybrzeże Libii. Pionierami kolonizacji tych ziem byli mieszkańcy Thery. Pierwszą ich kolonią była osada założona na wysepce Platea. Następnie założyli osadę Kyrene. Ziemie te bogate były w zboże, wełnę, daktyle i leczniczą roślinę sylfion.

## Greckie osady na północnych wybrzeżach Morza Egejskiego i nad Propontydą

### Osady na północy Morza Egejskiego
Zważywszy na bliskość północnych wybrzeży Morza Egejskiego, grecka kolonizacja tych terenów nastąpiła dość późno. Przyczyną tego była wroga postawa miejscowych plemion trackich, które skutecznie broniły swych ziem przed grecką kolonizacją i atakowały kolonie już istniejące. Północne wybrzeża Morza Egejskiego porastały gęste lasy, z których pozyskiwano drewno na budowę statków, a także smołę służącą do uszczelniania kadłubów. Ponadto Greków przyciągał łagodny klimat i bogate złoża cennych kruszców, w które szczególnie obfitował rejon góry Pangajon. Wraz ze wzrostem znaczenia handlu z koloniami nad Morzem Czarnym, wzrosło znaczenie terenów nad północnym wybrzeżem Morza Egejskiego. Opanowanie tych terenów zapewniało nie tylko kontrolę nad wydobywaniem bogactw naturalnych, ale także nad drogą prowadzącą do kopalń w głębi lądu i nad drogą morską do Morza Czarnego. Największe akcje osadnicze prowadzone były na wyspie Tazos (oddalonej od lądu o 6 km), skąd Grecy wypędzili zamieszkujących ją Traków. Pierwsi greccy kolonizatorzy tamtych terenów pochodzili z wyspy Paros. Z kolonii na Tazos wyruszały ekspedycje w kierunku lądu stałego. Około roku 654 założona została przez Jonów z Kladzomenaj Abdera. W niedługim czasie po założeniu zniszczyli ją Trakowie. W połowie VI w. miasto założyli ponownie uciekający przez Persami mieszkańcy Tazos. W kolonizacji Półwyspu Chalkidyckiego przodowała Chalkis, która założyła około trzydziestu małych osad. Ludność tych osad w przeważającej większości wymieszała się z miejscową ludnością tracką. Oprócz Chalkis na półwyspie kolonie zakładali Achajowie, Andros i Korynt. Z biegiem lat do największego znaczenia w regionie doszła założona przez Korynt Potidaja.

### Osady nad Propontydą
Dzięki dogodnym warunkom do uprawy roli, położeniu na szlakach łączących z Europy do Azji Mniejszej oraz nad morską magistralą prowadzącą do Morza Czarnego, nad Propontydą powstała gęsta sieć osadnicza. W początkowym okresie kolonizacja tych terenów była utrudniona, choć pierwsza grecka osada powstała już w roku 756. Na brzegu azjatyckim powstawaniu kolonii przeszkadzało istnienie silnego państwa frygijskiego, a po jego zniszczeniu przez Kimmeryjczyków ich najazdy na greckie kolonie. Wybrzeże europejskie zamieszkane było natomiast przez wojownicze plemiona trackie, dlatego też wcześniej zaczęły powstawać kolonie na brzegu azjatyckim. Pionierem w kolonizacji tych terenów był Milet, który w roku 756 założył Kyzikos – miasto słynące z elektrum i wełny. Na przełomie VII w. zniszczone zostało przez Kimmeryjczyków, ale w roku 676 założone zostało ponownie. Milezyjczycy konkurowali z Megarejczykami w walce o zdobycie kontroli nad Bosforem, gdzie przeprawa z Europy do Azji była najkrótsza. Milet założył Abydos, miasto bogate, posiadające kopalnie złota i kontrolujące najkrótszą drogę przez Hellespont. Po europejskiej stronie cieśniny powstały małe rolnicze kolonie Eolów z Lesbos, a także kolonie Miletu i Kolofonu. Powstanie na północnych brzegach Morza Egejskiego sieci kolonii greckich zaowocowało włączeniem całego wybrzeża tego morza w obręb cywilizacji greckiej.

## Kolonie nad Morzem Czarnym

Kolonie greckie w basenie Morza Czarnego

Warunki klimatyczne nad Morzem Czarnym różniły się zdecydowanie od klimatu, jaki posiadała Grecja. Zimą w niektórych rejonach wybrzeża temperatura spadała nawet do −30 °C, lato natomiast było gorące i suche. Na te niegościnne z reguły tereny przyciągały Greków bardzo urodzajne ziemie (lessy, stepowe czarnoziemy) i obfitość ryb niespotykana na Morzu Egejskim. Połowy ryb – głównie jesiotrów – rekompensowały trudy długiej i mroźnej zimy oraz fakt występowania innego typu roślinności. Z roślin charakterystycznych dla greckich upraw (oliwka, winna latorośl) udawała się, i to nie wszędzie, jedynie winna latorośl. Zbliżony klimat do tego, który występował w Grecji posiadała Kolchida, a także południowe wybrzeża Krymu. Pierwsze osady powstałe nad Morzem Czarnym miały prawdopodobnie charakter faktorii handlowych, które dopiero z czasem przekształciły się w polis. Początkowym rejonem kolonizacji było wybrzeże anatolijskie. Anatolia była krajem bogatym w rudy żelaza i srebra, będące ważnym przedmiotem handlu dla Greków. Grecy pozyskiwali je poprzez handel lub dzięki własnej eksploatacji złóż. Podobnie jak na południowym wybrzeżu Anatolii, tak i na północnym zakładanie kolonii miało na celu uzyskanie dojścia do szlaków handlowych prowadzących z głębi kraju. Około roku 770 Milet założył Synopę. Miasto nie posiadało kopalń ani nie znajdowało się w rejonie bogatym w złoża kruszców, usytuowane było jednak na szlaku prowadzącym ku interesującym Greków terenom. Było także głównym portem dla statków płynących na Krym. Synopa założyła w roku 756 Trapezunt. Miasto to nie posiadało dobrych ziem pod uprawę ani dogodnej pozycji obronnej, leżało natomiast w okolicy bogatej w złoża kruszców. Grecką kolonizację południowego wybrzeża Morza Czarnego utrudniały najazdy Kimmeryjczyków, którzy zniszczyli wiele greckich kolonii. Na zachodnich i północno-zachodnich wybrzeżach dominowały kolonie Miletu. Mniejszą rolę odgrywała Megara. Dzięki nadwyżkom zboża, jakimi dysponowały kolonie nad Morzem Czarnym, stały się one spichlerzem Grecji. Wysyłano głównie pszenicę, a także solone i suszone ryby. Zboże sprowadzane znad Morza Czarnego pochodziło – przynajmniej w początkowym okresie – jedynie z greckich osad. Ludność miejscowa nie zajmowała się uprawą roli, a już jeżeli to na skalę zaspokajającą jedynie jej własne potrzeby. Kolonie założone w Kolchidzie miały prawdopodobnie charakter osad handlowych. Grecy napotkali na tych terenach ludność na wysokim stopniu rozwoju społecznego i gospodarczego. W Kolchidzie nabywali płótno lniane na żagle, złoto i drewno. Miasta greckie nad Morzem Czarnym były ośrodkami ludnymi i bogatymi. Pozostawały jednak na peryferiach świata greckiego, a ich wkład w grecką kulturę był znikomy.

## Kres wielkiej kolonizacji
Około roku 580 nastąpiło powolne osłabienie greckiej kolonizacji. W toku „wielkiej kolonizacji” zahamowanie inicjatyw kolonizacyjnych występowało w różnym czasie u różnych polis. Państwa przodujące w kolonizacji w wieku VIII czy VII nie odgrywały takiej roli w wieku VI. Do przyczyn zahamowania greckiej kolonizacji można zaliczyć wzrastający opór jaki stawiały ludy z zaplecza greckich kolonii. Na terenach greckiej kolonizacji powstawały silne organizmy polityczne uniemożliwiające kolonizacje. Na południu Italii na greckie kolonie naciskały nowo przybyłe ludy sabelskie, a na „dalekim zachodzie” dostępu dla greckiego handlu broniła Kartagina. Przyczyny wytracenia przez greckie miasta impetu w kolonizacji należy szukać również w samej Grecji. Zwiększyła się znacznie liczba ludności zatrudnionej w warsztatach rzemieślniczych, uległ także rozszerzeniu handel. Oznaczało to że większa część ludności nie zajmowała się już rolnictwem, a tym samym zmniejszył się głód ziemi będący jednym z czynników kolonizacji. Zwiększenie produkcji rzemieślniczej pozwalało także na nabywanie żywności pochodzącej z zewnątrz, co mogło osłabić potrzebę zdobywania nowej ziemi dla zwiększającej się ludności. W toku „wielkiej kolonizacji” nastąpiły również zmiany w mentalności samych Greków, a przede wszystkim w mentalności arystokracji, która była główną inicjatorką akcji kolonizacyjnej. Stała się ona bardziej związana ze swoją polis, przez co decyzja o opuszczeniu ojczyzny była dla jej przedstawicieli znacznie trudniejsza.

### Skutki wielkiej kolonizacji
Dzięki kolonizacji Grecja znacznie się wzbogaciła. Nadal nie była tak bogata jak państwa wschodnie, jednak jej pozycja materialna była znacznie lepsza niż przed okresem kolonizacji. Zakładane kolonie stawały się często bogatsze od swoich metropolii, jednak z bogactwa tego korzystały także państwa „starej Grecji”. Rozwój handlu położył podwaliny pod przyszłą potęgę wielu miast. Duże miasta z V i IV w. nie mogłyby istnieć bez dostaw żywności sprowadzanej z kolonii. Zwiększyła się ruchliwość społeczna. Energiczne jednostki mogły szukać szczęścia w koloniach, gdzie zyskiwały nadział ziemi i na ogół wyższą pozycję społeczną od posiadanej w ojczyźnie. Powstawanie greckich kolonii wiązało się także z oddziaływaniem na ludy żyjące na ich zapleczu. Szczególnie istotne były konsekwencje kolonizacji Italii – mimo że miejscowa ludność, w odróżnieniu od ludności Sycylii, nie poddała się całkowitej hellenizacji, przejęła jednak wiele elementów z greckiego modelu politycznego i społecznego, adaptując je do lokalnych warunków. Zyskała także wiedzę geograficzną o lądach, morzach i ludach występujących na świecie.

## Kolonie greckie założone od VIII do VI w. p.n.e.
Tabela nie obejmuje wszystkich założonych w tym okresie kolonii greckich.

### Morze Czarne i tereny przyległe
| Kolonia             | Założyciel                           | Data powstania                         |
| ------------------- | ------------------------------------ | -------------------------------------- |
| Abydos              | Milet                                | 675 p.n.e.                             |
| Apollonia Pontyjska | Milet, Fokaja, Rodos                 | 609 p.n.e.                             |
| Apollonia Ryndacka  | Milet                                | Nieznana                               |
| Amisos              | Milet, Fokaja                        | VIII w. p.n.e. (560 p.n.e.)            |
| Arisbe              | Milet, Mitylena                      | Nieznana                               |
| Artake              | Milet                                | Nieznana                               |
| Astakos             | Megara                               | 712 p.n.e.                             |
| Bisante             | Samos                                | Nieznana                               |
| Bizancjum           | Megara                               | 660 p.n.e.                             |
| Borysthenes         | Milet                                | VII w. p.n.e.                          |
| Chalkedon           | Megara                               | 675 p.n.e.                             |
| Chersonesos         | Megara                               | V w. p.n.e.                            |
| Daskylion           | Milet                                | Nieznana                               |
| Dioskurias          | Milet                                | VI w. p.n.e.                           |
| Fanagoria           | Teos                                 | 540 p.n.e.                             |
| Fasis               | Milet                                | VI w. p.n.e.                           |
| Herajon Tejchos     | Samos                                | Nieznana                               |
| Heraklea Pontyjska  | Milet, Megara (ponownie)             | 558 p.n.e.                             |
| Istros              | Milet                                | 656 p.n.e.                             |
| Kallatis            | Milet, Heraklea Pontyjska (ponownie) | VI w. p.n.e.                           |
| Kerasos             | Sinope                               | Nieznana                               |
| Kios                | Milet                                | 628 p.n.e.                             |
| Kolonaj             | Milet                                | Nieznana                               |
| Kotyora             | Sinope                               | Nieznana                               |
| Kromna              | Sinope                               | Nieznana                               |
| Krunoj              | Jonowie i ludność miejscowa          | Nieznana                               |
| Kytoros             | Sinope                               | Nieznana                               |
| Kyzikos             | Milet                                | 756 p.n.e. (676 p.n.e.)                |
| Lampsakos           | Fokaja                               | 654 p.n.e.                             |
| Mesembria           | Megara                               | VI w. p.n.e.                           |
| Miletopolis         | Milet                                | Nieznana                               |
| Myrleja             | Kolofon                              | Nieznana                               |
| Nikonion            | Milet                                | Nieznana                               |
| Odessos             | Milet                                | 560 p.n.e.                             |
| Ofiusa              | Milet                                | Nieznana                               |
| Olbia               | Milet                                | 644 p.n.e.                             |
| Pajsos              | Milet                                | Nieznana                               |
| Pantikapajon        | Milet                                | 600 p.n.e.                             |
| Parion              | Paros, Erythraj, Milet               | 710 p.n.e.                             |
| Perinthos           | Samos                                | 601 p.n.e.                             |
| Pityus              | Milet                                | Nieznana                               |
| Priapos             | Milet                                | Nieznana                               |
| Prokonnesos         | Milet                                | 675 p.n.e.                             |
| Pteleon             | Sinope                               | Nieznana                               |
| Selymbria           | Megara                               | VII w. p.n.e.                          |
| Sinope              | Milet                                | 770 p.n.e., (657 p.n.e.), (630 p.n.e.) |
| Teodozja            | Milet                                | 600 p.n.e.                             |
| Tiejon              | Sinope                               | 630 p.n.e.                             |
| Tomis               | Milet                                | VI w. p.n.e.                           |
| Trapezunt           | Sinope                               | 756 p.n.e.                             |
| Tyras               | Milet                                | 656 p.n.e.                             |

### Północna część Morza Egejskiego
| Kolonia       | Założyciel                    | Data powstania          |
| ------------- | ----------------------------- | ----------------------- |
| Abdera        | Klazomenaj, Teos (ponownie)   | 654 p.n.e. (540 p.n.e.) |
| Ajnos         | Eolowie, Teos (ponownie)      | Nieznana                |
| Akanthos      | Andros                        | 655 p.n.e.              |
| Alopekonnesos | Eolowie                       | Nieznana                |
| Argilos       | Andros                        | 654 p.n.e.              |
| Daton         | Tazos                         | Nieznana                |
| Dikaja        | Eretria                       | 730 p.n.e.              |
| Galepsos      | Tazos                         | 654 p.n.e.              |
| Kardia        | Milet, Klazomenaj lub Kolofon | Nieznana                |
| Limnaj        | Milet                         | Nieznana                |
| Madytos       | Eolowie                       | Nieznana                |
| Maroneja      | Chios                         | Nieznana                |
| Mende         | Eretria                       | 730 p.n.e.              |
| Methone       | Eretria                       | 730 p.n.e.              |
| Neapolis      | Tazos                         | Nieznana                |
| Ojsyme        | Tazos                         | 654 p.n.e.              |
| Potidaja      | Korynt                        | 600 p.n.e.              |
| Sane          | Andros                        | 655 p.n.e.              |
| Sestos        | Eolowie                       | Nieznana                |
| Skapte Hyle   | Tazos                         | VI w. p.n.e.            |
| Skione        | Achaja                        | 700 p.n.e.              |
| Stagira       | Andros                        | 655 p.n.e.              |
| Stryme        | Tazos                         | Nieznana                |
| Tazos         | Paros                         | 710 p.n.e.              |
| Torone        | Chalkis                       | 710 p.n.e.              |

### Północno-zachodnia Grecja i Iliria
| Kolonia             | Założyciel                 | Data powstania            |
| ------------------- | -------------------------- | ------------------------- |
| Ambrakia            | Korynt                     | 625 p.n.e.                |
| Anaktorion          | Korynt, Korkyra            | 625 p.n.e.                |
| Apollonia Iliryjska | Korynt                     | 600 p.n.e.                |
| Bucheta             | Elida                      | Nieznana                  |
| Chalkis             | Korynt                     | 700 p.n.e.                |
| Elatria             | Elida                      | Nieznana                  |
| Epidamnos           | Korkyra                    | 627 p.n.e.                |
| Korkyra             | Eretria, Korynt (ponownie) | VI w. p.n.e. (733 p.n.e.) |
| Korkyra Czarna      | Knidos                     | VI w. p.n.e.              |
| Leukas              | Korynt                     | 625 p.n.e.                |
| Makynia             | Korynt                     | 700 p.n.e.                |
| Molykrion           | Korynt                     | 700 p.n.e.                |
| Ojniadaj            | Korynt                     | 700 p.n.e.                |
| Orikon              | Eretria                    | 730 p.n.e.                |
| Pandosia            | Elida                      | Nieznana                  |
| Sollion             | Korynt                     | 625 p.n.e.                |

### Italia, Sycylia i zachodnie wybrzeża Morza Śródziemnego
| Kolonia              | Założyciel                 | Data powstania |
| -------------------- | -------------------------- | -------------- |
| Agathe               | Massalia                   | Nieznana       |
| Akragas              | Gela                       | 580 p.n.e.     |
| Akraj                | Syrakuzy                   | 663 p.n.e.     |
| Alalia               | Fokaja                     | 560 p.n.e.     |
| Alonis               | Massalia                   | Nieznana       |
| Antipolis            | Massalia                   | Nieznana       |
| Dikajarchia          | Samos                      | 531 p.n.e.     |
| Elea                 | Fokaja                     | 535 p.n.e.     |
| Emporion             | Massalia                   | Nieznana       |
| Gela                 | Rodos, Kreta               | 688 p.n.e.     |
| Hemeroskopejon       | Massalia                   | Nieznana       |
| Himera               | Zankle                     | 649 p.n.e.     |
| Hipponion            | Lokry                      | Nieznana       |
| Hydrus               | Tarent                     | Nieznana       |
| Ischia               | Chalkis, Eretria           | VIII w. p.n.e. |
| Kallipolis           | Tarent                     | Nieznana       |
| Kamarina             | Syrakuzy                   | 598 p.n.e.     |
| Kasmenaj             | Syrakuzy                   | 643 p.n.e.     |
| Katana               | Naksos                     | 729 p.n.e.     |
| Kaulonia             | Achaja                     | 675–650 p.n.e. |
| Kroton               | Achaja                     | 708 p.n.e.     |
| Kyme                 | Chalkis, Kyme, Eretria     | 757 p.n.e.     |
| Lametinoj            | Krotona                    | Nieznana       |
| Laos                 | Sybaris                    | Nieznana       |
| Leontinoj            | Naksos                     | 729 p.n.e.     |
| Lipara               | Knidos                     | 580–576 p.n.e. |
| Lokry Epizefyryjskie | Lokryda                    | 673 p.n.e.     |
| Majnake              | Massalia                   | Nieznana       |
| Massalia             | Fokaja                     | 600 p.n.e.     |
| Medma                | Lokry                      | 575 p.n.e.     |
| Megara Hyblaja       | Megara                     | 758 p.n.e.     |
| Metapontion          | Achaja                     | 690–680 p.n.e. |
| Mylaj                | Zankle                     | 716 p.n.e.     |
| Naksos               | Chalkis                    | 734 p.n.e.     |
| Neapolis             | Kyme                       | Nieznana       |
| Nikaja               | Massalia                   | Nieznana       |
| Olbia Galijska       | Massalia                   | Nieznana       |
| Petelia              | Krotona                    | Nieznana       |
| Posejdonia           | Sybaris                    | 700 p.n.e.     |
| Pyksus               | Sybaris                    | VII w. p.n.e.  |
| Rhegion              | Chalkis                    | 730–720 p.n.e. |
| Rhode                | Rodos, Emporion (ponownie) | Nieznana       |
| Selinut              | Megara Hyblaja             | 728 p.n.e.     |
| Siris                | Kolofon                    | 680–670 p.n.e. |
| Skidros              | Sybaris                    | VII w. p.n.e.  |
| Skylletion           | Krotona                    | Nieznana       |
| Sybaris              | Achaja                     | 720 p.n.e.     |
| Syrakuzy             | Korynt                     | 733 p.n.e.     |
| Tarent               | Sparta                     | 706 p.n.e.     |
| Tauroejs             | Massalia                   | Nieznana       |
| Temese               | Sybaris                    | Nieznana       |
| Terina               | Krotona                    | VI w. p.n.e.   |
| Theline              | Massalia                   | Nieznana       |
| Zankle               | Kyme, Chalkis              | 730 p.n.e.     |

### Kolonie i emporia w południowo-wschodniej części Morza Śródziemnego
| Kolonia              | Założyciel           | Data powstania   |
| -------------------- | -------------------- | ---------------- |
| Amorgos              | Naksos, Samos, Milet | VII-VI w. p.n.e. |
| Apollonia Cyrenejska | Cyrena               | 560 p.n.e.       |
| Barka                | Cyrena               | 570 p.n.e.       |
| Cyrena               | Thera                | 630 p.n.e.       |
| Euesperides          | Cyrena               | VI w. p.n.e.     |
| Faselis              | Rodos, Kreta         | 688 p.n.e.       |
| Kelenderis           | Samos                | VI w. p.n.e.     |
| Milesion Tejchos     | Milet                | VII w. p.n.e.    |
| Nagidos              | Samos                | VI w. p.n.e.     |
| Naukratis            | Wielu założycieli    | 610 p.n.e.       |
| Platea               | Samos                | 638 p.n.e.       |
| Side                 | Kyme                 | 750 p.n.e.       |